# Hospital Bernardino Lopes de Oliveira
O Hospital Bernardino Lopes de Oliveira é um hospital público do Serviço Nacional de Saúde situado em Alcobaça, Portugal. Faz parte da Unidade Local de Saúde da Região de Leiria. O hospital tem uma área de influência de cerca de 98 000 habitantes nos municípios de Alcobaça e Nazaré.
O edifício é da autoria do arquiteto Raphael da Silva Castro, por encomenda do então provedor da Misericórdia de Alcobaça, Bernardino Lopes de Oliveira, com financiamento do Estado, Câmara Municipal e particulares. O projeto teve em conta as novas orientações de ventilação e higiene em ambiente hospitalar e foi construído numa zona alta e isolada sobranceira à vila de Alcobaça. O hospital foi inaugurado em 15 de agosto de 1890. Em setembro de 2013, o Hospital de Alcobaça passou a integrar o Centro Hospitalar de Leiria e em janeiro de 2024 a Unidade Local de Saúde da Região de Leiria.